# 洋沙泡
洋沙泡是一个位于中国吉林省镇赉县的湖泊，面积约为32平方千米，平均水深约为1.5米。